# Бездомные

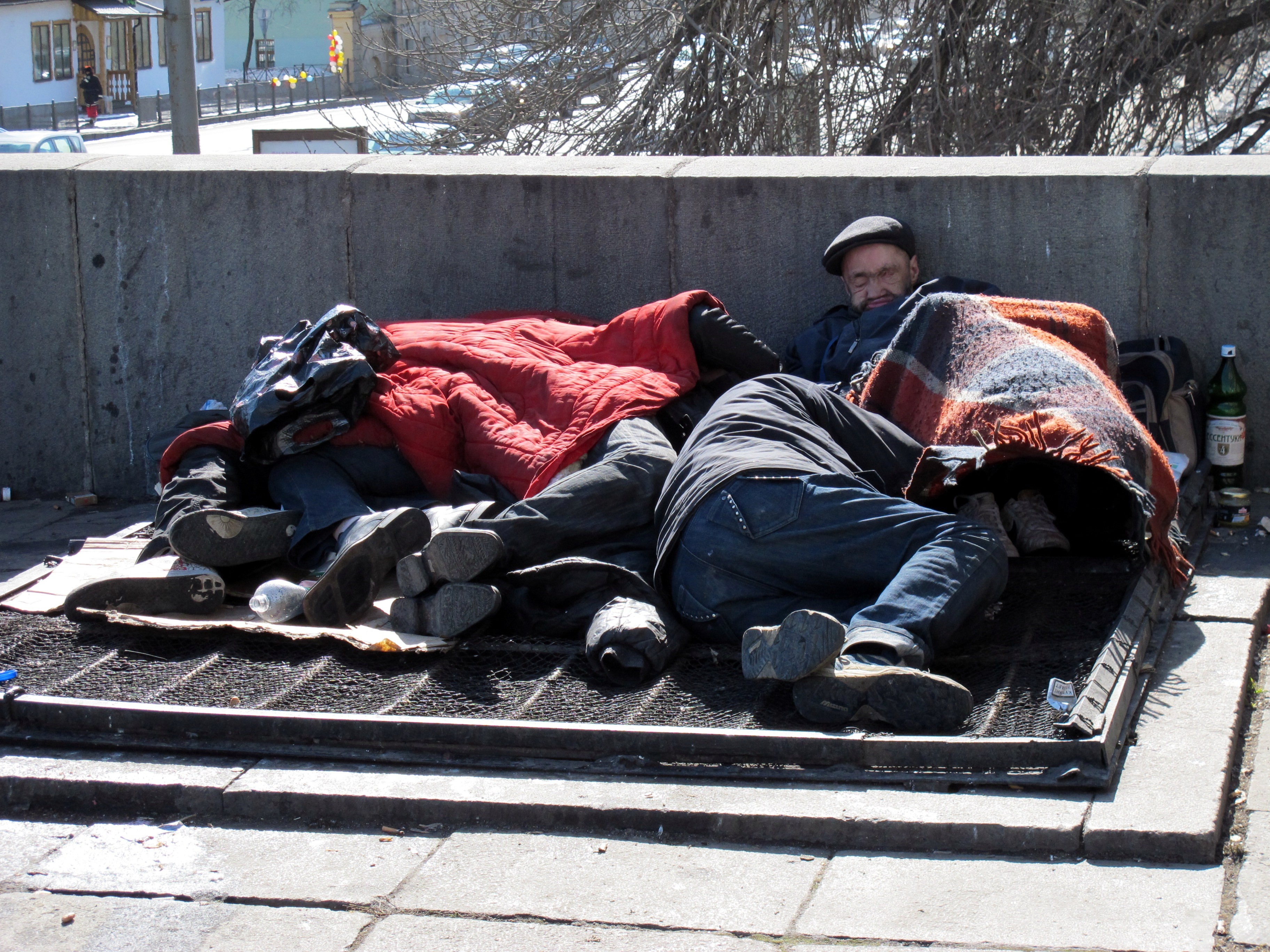
Бездомные спящие на вентиляционной шахте Российской государственной библиотеки у Московского Кремля

Бездомные — лица, не имеющие постоянного жилья.
Бездомность — одна из глобальных проблем человечества, заключающаяся в отсутствии возможности обеспечения жильём большого количества жителей планеты и порождаемая различными причинами глобального, регионального и местного значения, как субъективного, так и объективного характера. Бездомность может иметь характер хронический или ситуационный; бездомность может быть добровольной либо вынужденной.

## История

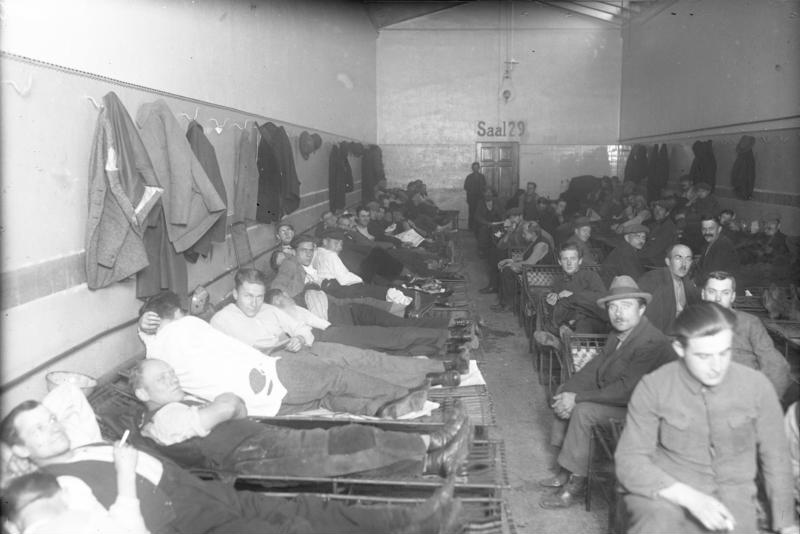
1930 год. Приют для бездомных в Берлине

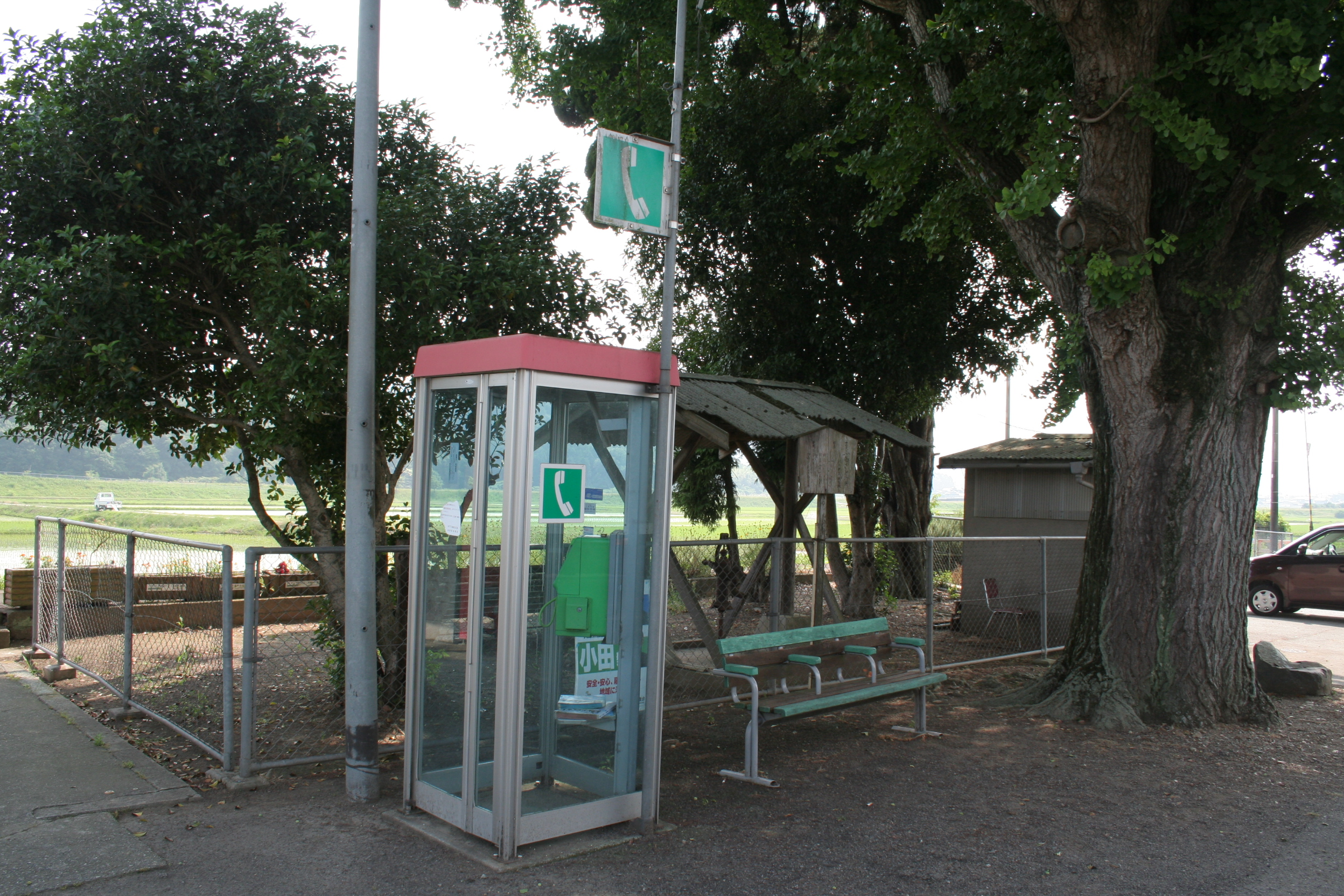
Скамейка снабжена подлокотниками, мешающими на неё лечь (пример «враждебной архитектуры»)

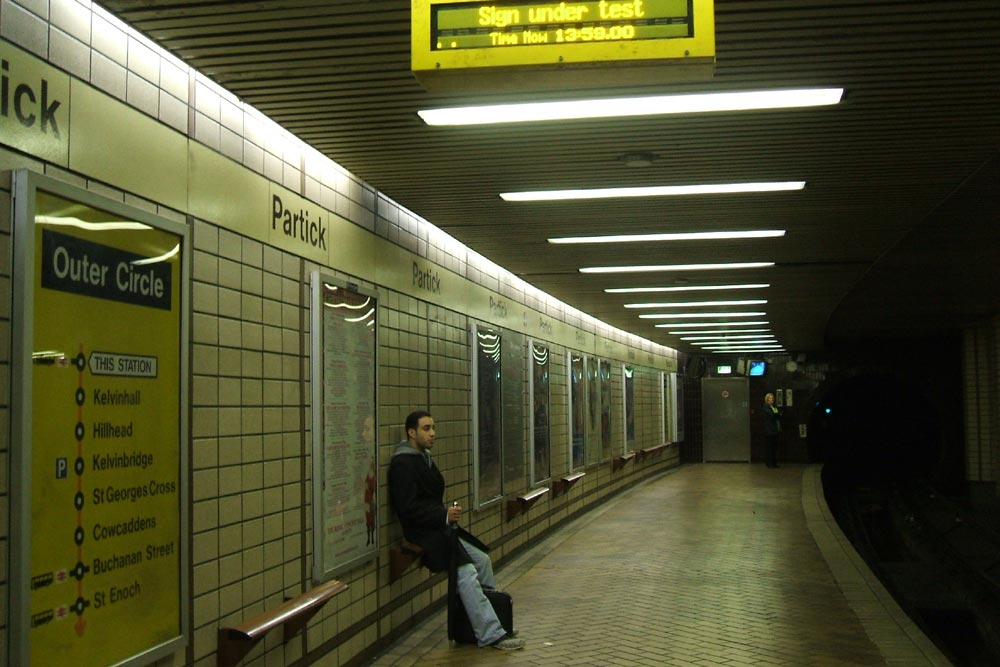
«Птичья» скамейка, популярная в Великобритании

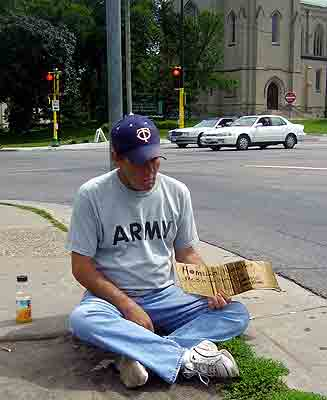
Человек в городе Миннеаполис, штат Миннесота, США

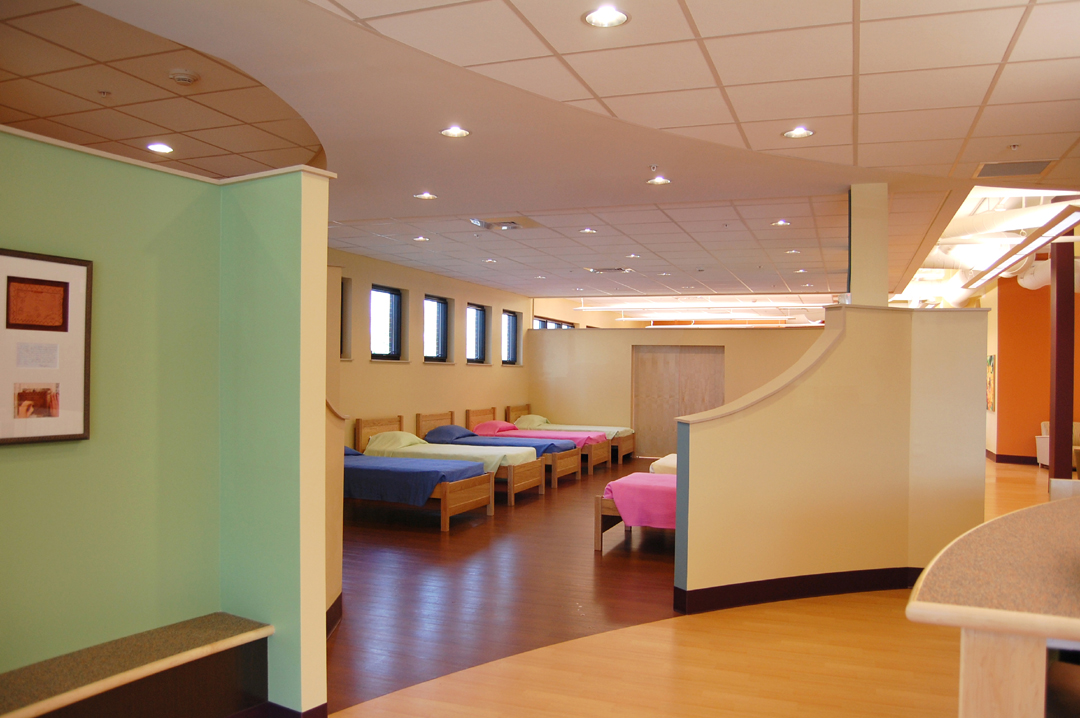
Внутри образцово-показательного женского приюта «Florence house» в Портланде (штат Мэн). Заведения такого типа часто предоставляют бездомным комнаты, используя государственные субсидии («ваучеры»), полагающиеся бездомным в некоторых городах США, но на тот случай, если они заняты, имеется и общежитие

В древности, когда людей в сравнении с современностью было немного, проблема строительства собственного жилища не стояла настолько остро, как в наши дни. Нехватка финансовых средств на покупку либо аренду пристанища, а также законы, запрещающие свободное заселение и использование пустующих земель, — одни из основных причин бездомности.
Бездомность возникает главным образом по финансовым причинам и является следствием неспособности обеспечить себя собственным жилищем. Она может быть добровольной или принудительной, постоянной (называется хронической) или временной.
Число бездомных в мире, по оценке на 2005 год, составляло около 100 миллионов человек. Основным местом их проживания являются улицы городов. Своё имущество, как правило, бездомные носят с собой. Некоторые из них спят под мостами в картонных коробках или палатках и обогреваются у костров, разведённых в мусорных баках. Другие предпочитают парки и скамейки, но нередки случаи, когда они спят и на тротуарах, зимой многие из них стараются обосноваться поближе к городским теплотрассам. Они зачастую одеты в лохмотья и грязные вещи, найденные в бытовом мусоре, иногда в несколько пар, надетых друг на друга.
На начало 2020 года число бездомных достигло 100 млн человек, и ещё более 1,5 млрд живут в ужасных условиях.

## Бездомность в США и Канаде
В зависимости от страны и серьёзности этой проблемы, некоторые города предоставляют приюты для бездомных, где они могут провести день или ночь, но они зачастую недостаточны для обеспечения жильём всех нуждающихся. Некоторые из этих убежищ предоставляют только место для ночлега, а некоторые кормят посетителей. Во многих случаях такие заведения небезопасны для посетителей по причине недостаточного количества охранников, что приводит к нападениям одних посетителей на других, поэтому бездомные нередко предпочитают ночевать в более безопасных жилищах, несмотря на холод. Зачастую убежища предоставляют выбор между общежитием и номерами гостиничного типа, но постой в убежище «с удобствами» чаще всего не бесплатен, что для многих бездомных неприемлемо, так как они предпочитают тратить свои деньги на другие нужды. Как правило, пребывание в убежище ограничено по времени. Некоторые убежища дают приют только ночью, в таком случае бездомные часто собираются неподалёку от него в дневное время, что вызывает протесты у граждан, живущих или работающих вблизи приюта. Иногда убежище предоставляет бездомным возможность жить там неделями, после чего клиента выселяют на определённый срок. Такая практика зачастую приводит к созданию нелегальных «палаточных городков» где-нибудь в районе приюта, где бездомные пережидают срок до вселения обратно в приют.
городские власти Нью-Йорка, определяют лагеря для бездомных, как конструкции, «под которыми можно жить», которые включают матрасы, брезент, палатки или «кемпинг» (camping setups).
Многие приюты проводят работу с клиентурой с целью их ресоциализации, что во многих случаях имеет успех, в особенности, если речь идёт о бездомных семьях. Нередко возможность получить ночлег бесплатно приводит к созданию сообщества хронических бездомных, которые чаще всего негативно влияют на криминогенную атмосферу в районах расположения приютов, что в свою очередь приводит к неприятию таких заведений местными жителями и попыткам криминализации бездомности местными властями.
Во многих городах США властями принимаются жёсткие меры для борьбы с практикой бездомности, например, запрещается публичное пьянство или распитие спиртных напитков в общественных местах, пользоваться парками после захода солнца, заниматься попрошайничеством, сидеть или лежать на тротуарах. Во многих случаях в парках или на автобусных остановках нет скамеек или же скамейки снабжены подлокотниками, мешающими лечь на скамейку. Нередко запрещено ходить вдоль скоростных шоссе. Законы о бродяжничествe в США были частично отменены, как противоречащие Конституции, частично продолжают действовать (Человек, имеющий законный источник дохода, в США не считается бродягой, даже если он/она не имеет дома и постоянно перемещается с места на место). Само слово «бродяга» в употреблении было заменено на «бездомная личность» (англ. homeless person). Уголовная ответственность за бродяжничество сохранилась и в Канаде. Некоторые из местных властей побуждают бродяг уйти вместо их ареста. Уголовное преследование за само бродяжничество встречается редко; чаще его заменяют преследованием за правонарушения, связанные с бродяжничеством, такие как праздношатание.
За нарушения этих законов бездомных сажают в тюрьму, что зачастую спасает им жизнь, особенно зимой.
В 2008 году в США насчитывалось от 664 тыс. до 1,6 млн бездомных человек, по сравнению с 2007 годом отмечен рост количества бездомных семей на 9 %, что явилось следствием экономического кризиса в США.
В 2019 году число бездомных приблизилось к 570 тыс.

## В России
В царской России существовала правовая норма, определяющая бродяжничество. Бродягами считались люди, которые бесцельно бродят от одного места к другому, без денег и без желания работать. В большинстве случаев в то время не было возможности определить имя («Иван, не помнящий родства», обозначение, автоматически вызывающее самое жёсткое обращение с его носителем), состояние или место проживания таких людей, поэтому бродяжничество в царской России было запрещено и преследовалось законом с довольно суровыми наказаниями в случае поимки. Субкультура бездомных бродяг включала множество компонентов: особый жаргон, традиции, специфический фольклор, песни, материальные атрибуты экипировки (грим, лохмотья, поддельные горбы и т. п.). Особым элементом жаргона являлись специфические самоназвания: «праздное сословие», «нищая братия», «босая команда», «золотая рота», «нищеброды», «работнички рукопротяжной фабрики», «казанские сироты».
В СССР конституция гарантировала предоставление и распределение бесплатного жилья для жителей страны. Со времён Никиты Хрущёва была широко распространена «борьба с тунеядством», которая позволяла властям арестовывать бродяг и отправлять их на работу в сельские районы. Бездомные были представителями различных социальных групп, и причины их бездомного существования были различны. Иногда в больших городах, особенно в столицах республик, проводились профилактические мероприятия против бездомных. Так, например, во время Олимпийских игр в Москве и Ленинграде все бездомные были переселены на расстояние более 100 километров. Что касается беспризорных детей, они были задержаны и отправлены в детские дома.
С 1991 года, после распада СССР, количество бездомных людей значительно увеличивается. Причины для этого многочисленны: ослабление административного контроля, отмена уголовного преследования по статье «Тунеядство», неспособность части людей приспособиться к новым неолиберальным реформам, освобождение заключённых из тюрем, потеря жилья из-за действий мошенников и прочее. В современной России в политической журналистике и средствах массовой информации и культуре для бездомных часто используется слово «бомж» (от милицейской аббревиатуры БОМЖ — Без Определённого Места Жительства).
В России нелегко и недёшево восстановить утраченные документы, они часто привязаны к месту регистрации, которой у бездомных людей нет. Невозможность восстановить паспорт и другие бумаги становится серьёзной проблемой для человека, которая не позволяет ему вернуться к обычной жизни. А на улице бездомный человек может потерять их очень быстро: ему просто негде хранить ни свои вещи, ни документы.

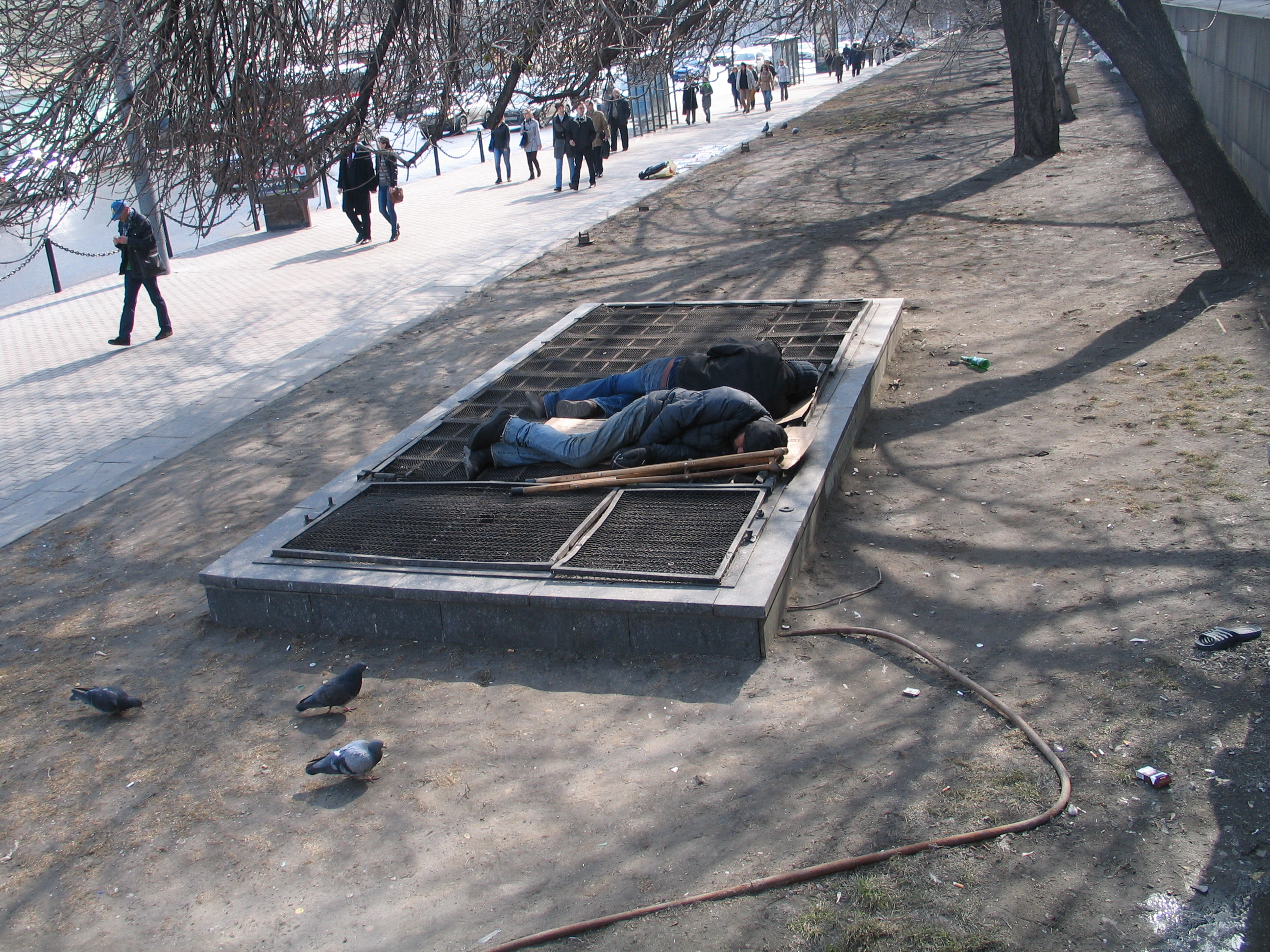
Бездомные на Моховой улице в Москве, под окнами Российской государственной библиотеки. Фото 2013 года

В России нет доступной и по-настоящему эффективной системы государственной помощи людям в кризисной ситуации.
Средний стаж бездомности — срок, который человек проводит на улице до момента, когда ему помогают выбраться с неё. Этот показатель отражает качество работы системы реабилитации в стране. В европейских странах это от 10 (Норвегия) до 14 (Франция) месяцев. В Канаде средний стаж бездомности 4,8 года Архивная копия от 19 июля 2017 на Wayback Machine. В Италии в 2016 году 41 % бездомных людей имели стаж бездомности — два года и 21 % — четыре и более лет. Средний стаж бездомности в России — 7 лет.
Благотворительных организаций, которые помогают бездомным, во всей России очень мало. Крупнейшей является петербургская благотворительная организация «Ночлежка», которая c 1990 года профессионально занимается помощью бездомным. В «Ночлежке» организована доступная для каждого бездомного человека система, которая пошагово помогает вернуться к обычной жизни: сначала обогреть и накормить человека, затем дать ему информацию и поддержку специалиста, помочь восстановить документы, найти работу или оформить инвалидность, пособие, устроить в интернат, найти родственников и вернуть человека домой, оспорить незаконные сделки с недвижимостью и защитить права. Вся помощь бесплатная.
На основании данных Консультационной службы благотворительной организации «Ночлежка» (более 3000 обращений в год), основными причинами бездомности на 2017 год являются:
- 32 % — Трудовая миграция. Человек приезжает в другой город в поисках работы, на месте у него что-то не складывается, получить поддержку ему неоткуда, потому что рядом нет близких и родных.
- 30 % — Семейные проблемы. Из-за конфликтов и желания получить недвижимость родственники выселяют своих близких.
- 14 % — Мошенничество/Вымогательство. Его жертвами, в первую очередь, становятся одинокие люди — выпускники детских домов, люди, имеющие ментальные нарушения, пожилые люди.
- 7 % — Отсутствие своего жилья на момент освобождения из мест лишения свободы. Причинами этому часто служат смерть родственников, лишение прав на общежитие, расселение аварийного жилья (иногда — после пожара или других чрезвычайных происшествий). Неосведомлённость населения в бюрократических тонкостях порой приводит к трагическим последствиям: не успел подать документы на получение недвижимости в установленные законом сроки — остался без крыши над головой.
- 6 % — Сгорело/пришло в негодность жильё.
- 2 % — Выпускники интернатов и детских домов, не получившие положенное от государства жильё.
- 2 % — Выселение из служебного жилья. Принудительное выселение вследствие смерти родственников, потери работы и служебного "ведомственного" жилья.
- 7 % — Другие причины.

## В Германии

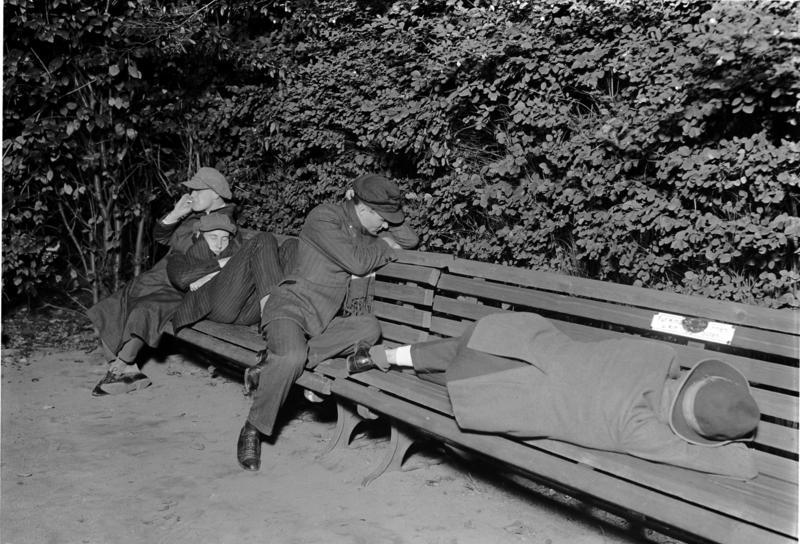
Берлин. Бездомные на скамейке в парке. 1931

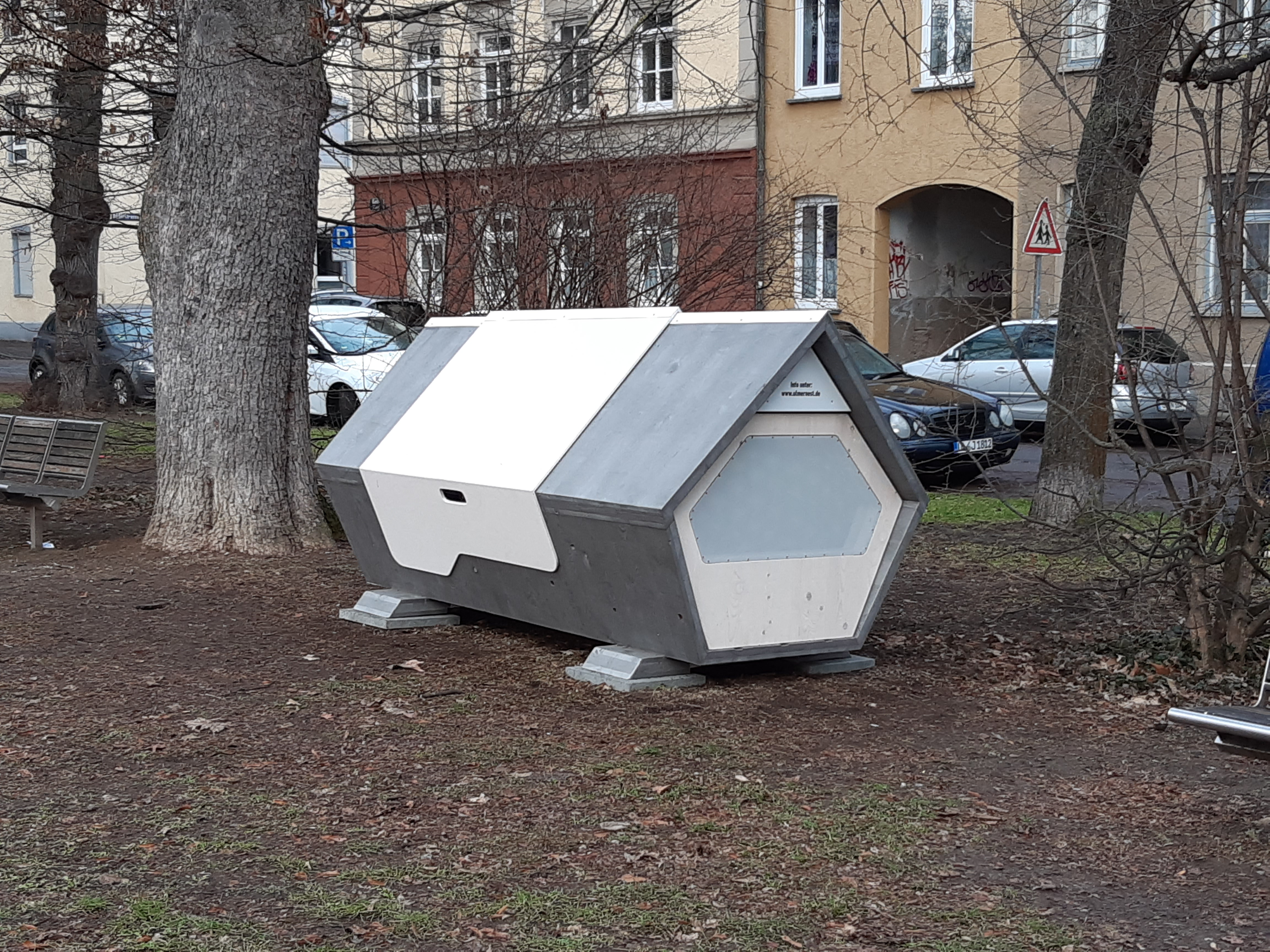
Капсула неотложного сна для бездомных в парке города Ульм

В Германии бездомные живут в основном в городах. Наиболее важные причины для существования бездомных:
- развод, разлука с супругом или партнёром,
- безработица и болезни,
- алкоголизм или наркомания,
- отсутствие процедуры реабилитации после тюремного заключения,
- психические расстройства.

Отсутствие медицинской помощи, плохое питание, неадекватная санитария и преступность создают угрозу для их жизни и приводят к возникновению ситуации, когда среди бездомных широко распространяются такие болезни, как венерические, заболевания кожи, экземы, гнойные абсцессы на теле, внутренние и внешние повреждения, язвы, аллергии, грибковые инфекции, сердечно-сосудистые заболевания, желудочно-кишечные заболевания, повреждения позвоночника и респираторные заболевания. В основном ресурсы государства в отношении бездомных направлены на выделение финансовой помощи: были введены законы, объединяющие пособия по безработице и по причине несостоятельности. В больших городах существует ряд организаций, созданных для помощи бездомным. Также правительством проводятся превентивные меры в области наркомании и реабилитации правонарушителей. Более широкое использование таких профилактических мер в городах и муниципалитетах в последние восемь лет способствует снижению числа бездомных. На фоне общего спада количества бездомных доля женщин, однако, увеличивается — в середине 1990-х годов она составляла около 15 %, в то время как в настоящее время она достигла 23 %.
эта жизнь крайне нелегка: из 12 человек, участвовавших в проекте, за пять лет трое умерли, двое пропали без вести, одному из выживших ампутировали руку (причина – инфекционное заболевание). Если бездомные уже не страдают от алкоголизма и наркомании, то они страдают от их последствий. Из 12 человек только один вернулся в нормальную жизнь: обзавёлся своим домом, бытом, ресоциализировался.
В 2019 число бездомных приблизилось к 700 тыс.

## Во Франции
Именуются разговорным, почти жаргонным словечком клошар (фр. clochard). В отличие от русской аббревиатуры бомж, происхождение французского слова насчитывает не менее трёх сотен лет и имеет несколько этимологических версий.
Согласно одной из них, пожалуй, самой красочной, «клошар» этимологически восходит к французскому cloche (клош, колокол). Большой парижский рынок обычно закрывался в шесть часов вечера, после удара большого колокола церкви Сен-Эсташ. Заслышав «вечерний звон», со всех окрестных улиц стекались нищие и бродяги, которым торговцы выставляли нераспроданный скоропортящийся товар. Так за бездомными и закрепилось прозвище колокольщиков или колокольников. По другой, значительно более простой версии clochard произошёл от глагола clocher — хромать, ковылять.
В течение последних двух веков клошары стали неотъемлемой частью облика практически всех крупных французских городов. Вне зависимости от состояния экономики и благополучия страны, на улицах и под мостами Парижа всегда можно найти значительное число деклассированных бродяг.
Упоминание о парижских клошарах можно найти в мемуарах и записках многих людей, оказавшихся во Франции в XIX или XX веке, не говоря уже о нынешних временах. В частности, об этом вспоминает Иосиф Шкловский в одной из своих новелл: «Когда становилось от бесконечных хождений совсем невмоготу, я спускался под один из знаменитых парижских мостов, прямо к кромке грязноватой Сены, и ложился, блаженно вытягивая ноги на камни набережной. Обычно рядом располагались клошары ― парижские бродяги. Они совершенно безопасны и добродушно-веселы. Клошары под мостами Сены едят ― у всех корзинки, набитые снедью и вином. Запахи их трапезы невольно волнуют меня ― ведь я гораздо беднее и, конечно, такой роскоши, как вино и всякого рода сандвичи, позволить себе не могу…»
В дореволюционной России слово клошар было значительно более употребительным и известным, чем в настоящее время, прежде всего, в связи с преобладающей франкоязычностью столичных салонов и высших слоёв общества. Во многих случаях его употребляли по отношению к людям, не ведущим подобного образа жизни, понимая как метафору жизненного упадка или социальной катастрофы.

«Ободранный и немой стою в пустыне, где была когда-то Россия… Всё, что у меня было, всё растащено, сорвали одежду с меня» (Ремизов).
Бедный Ремизов и впрямь стал походить на клошара, бродягу. Он обматывал себя тряпками, кутался в рваное трико, надевал на себя заплатанную, в цветочках, кофточку Серафимы Павловны. В этой кофточке, в 1920 году, я нарисовал его портрет, всё там же ― на Троицкой. Ремизов позировал мне часа полтора.— Юрий Анненков, «Дневник моих встреч»
Во Франции старый термин для обозначения бездомного человека — клошар с середины 1980-х годов был заменен аббревиатурой SDF (sans domicile fixe , буквально без постоянного места жительства ). В 2007 году в стране было зарегистрировано около 100 000 бездомных, наибольшее число из которых проживало в Париже .
48% бездомных женщин находятся в возрасте от 18 до 30 лет. 57% бездомных мужчин находятся в возрасте от 31 до 50 лет. Лишь около 1–2% в обеих группах старше 65 лет. Основные заболевания среди них вызваны недоеданием и недостатком витамина С и кальция : анемия , неврологические заболевания, переломы, диабет , болезни сердца и рак. Риск этих заболеваний также увеличивается при значительном употреблении алкоголя и табака . Еще одной опасностью для жизни французских бездомных является холод зимой. В среднем от обморожения (гипотермии) ежегодно умирает 200–210 человек. Средняя продолжительность жизни бездомного человека оценивается в 43 года. 
Не все бездомные во Франции безработные, некоторые из них работают, но на низкооплачиваемых работах, которые не могут обеспечить им жилье. Президент Николя Саркози в ходе своей предвыборной кампании 2007 года обещал ликвидировать бездомность в течение двух лет.

## В Финляндии
В Финляндии действует правительственная программа «Сначала жильё» (англ. Housing First), разработанная американской некоммерческой организацией Национальный альянс за победу над бездомностью (англ. National Alliance to End Homelessness). В результате за 30 лет число бездомных снизилось с 18 до 7 тыс. чел., причём большинство из оставшихся не являются бездомными в полном смысле слова, поскольку живут с друзьями, не имея собственного (личного) жилья

## Нестандартные условия проживания

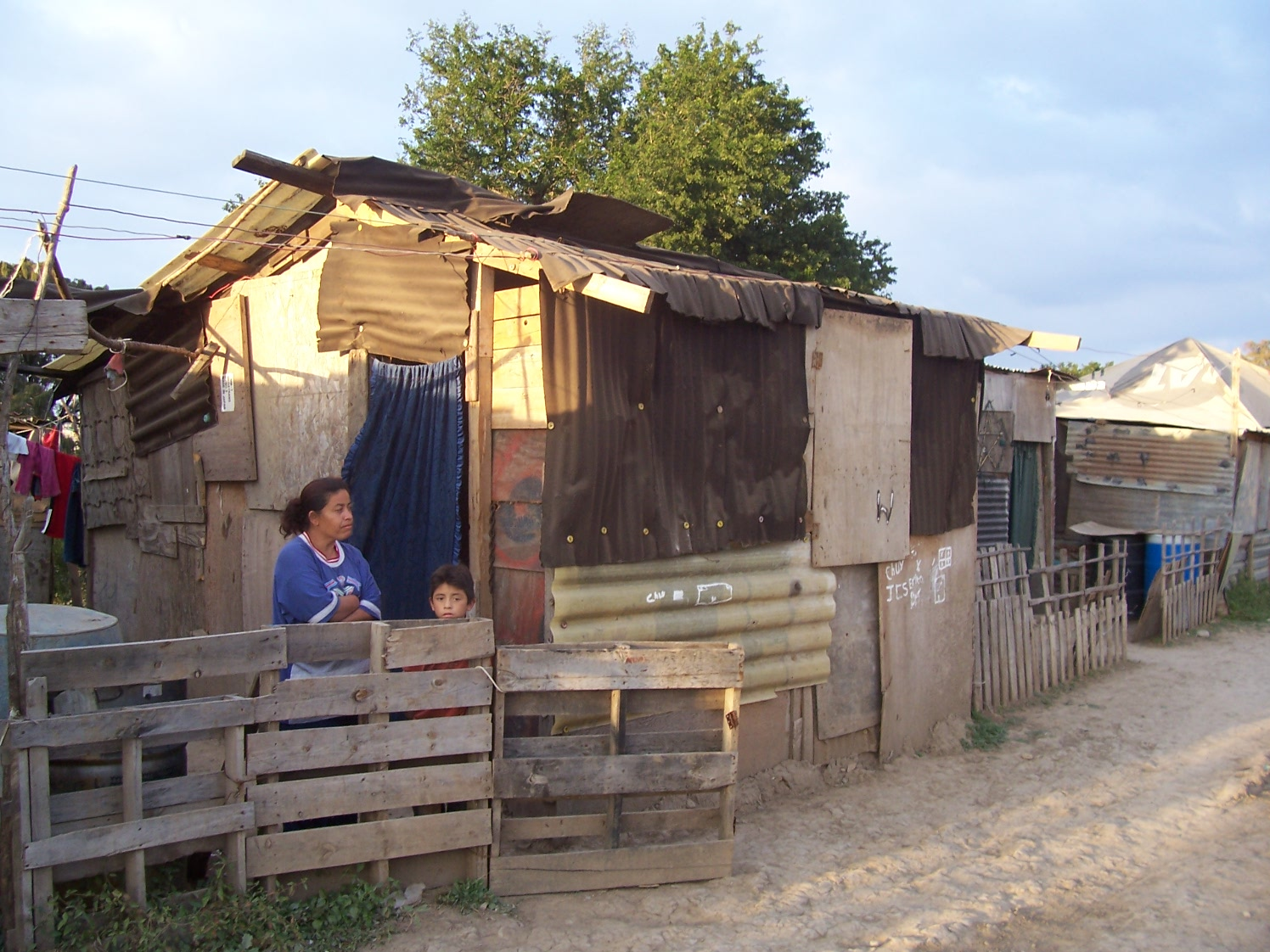
Трущобы в Мексике

В отдельную категорию попадают люди, не имеющие жилища, подходящего под официальное определение «личного жилья». Такие люди живут в нестандартных жилищах. Такими могут быть:
- подвалы, сараи, чердаки, или же место работы, где жить не полагается по закону. Такие «апартаменты» часто заняты «богемой» (митьки по легенде жили в таких условиях).
- Автотранспортные средства, запаркованные в таком месте, где не полагается жить. Такие «бездомные» часто встречаются в США, где много людей, живущих в так называемых мотодомах.
- Нелегально занятые дома. То есть там имеются жильцы-сквоттеры (это люди, незаконно живущие на чьей-то собственности, но по тем или иным причинам хозяева их не выгоняют). Часто это происходит в «экономически депрессивных» районах, где хозяева уже махнули рукой на заброшенные дома. Такое часто случается в разных гетто.

Во всех этих случаях бездомность не является «буквальной», но имеет юридический статус. У них нет своего жилища, подходящего под официальное определение «личного жилья».
Во многих странах мира понятие «бездомность» может иметь несколько другой смысл, чем в развитых странах. В условиях повальной нищеты само понятие личного жилья определяется местной традицией, где обитание в шалаше или хибаре, сделанной из гофрированного металла, не является зазорным, а потому отсутствие крыши над головой отнюдь не является признаком исключительной бедности и не делает человека изгоем. В странах, где население по большей части обитает в трущобах, употребляется целая группа экзотизмов для более чёткой характеристики их реалий. Так, в Бразилии трущобы известны под названием фавела. Это поселения бедняков смешанного происхождения, расположенные по склонам гор, спускающихся по направлению к мегаполису и контролируемые преступными группировками наркобаронов. В испаноязычных странах похожий подтекст имеет понятие баррьо. В России трущобами часто называют деревянные многоквартирные бараки без удобств. Трущобы также, как правило, наиболее распространены в странах с тропическим и субтропическим климатом, так как в холодном климате долгое существование в низкокачественном жилье при почти полном отсутствии необходимой инфраструктуры физически невозможно. Следует также учитывать тот факт, что плотность населения северных стран менее значительна и редко приводит к высокой концентрации населения.

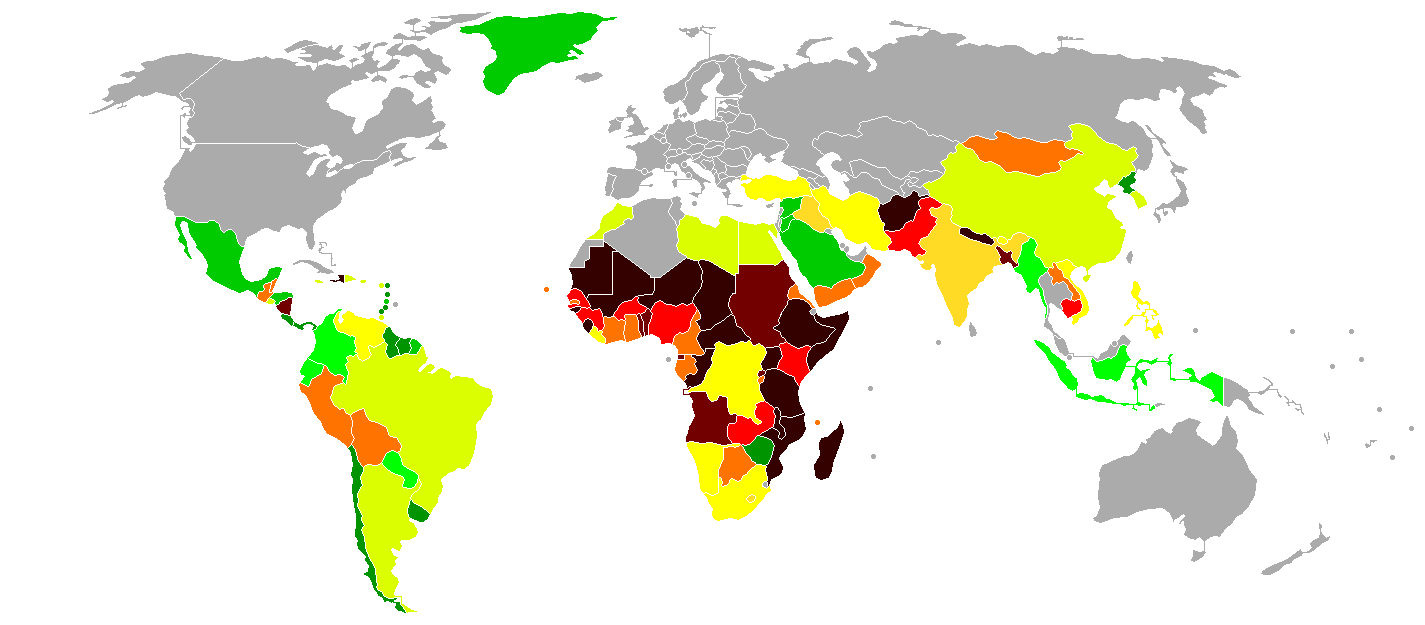
Часть городского населения, живущего в трущобах (Данные ООН на 2001 год):

| 0-10% 10-20% 20-30% 30-40% |  | 40-50% 50-60% 60-70% 70-80% |  | 80-90% 90-100% нет данных |

## Фотогалерея

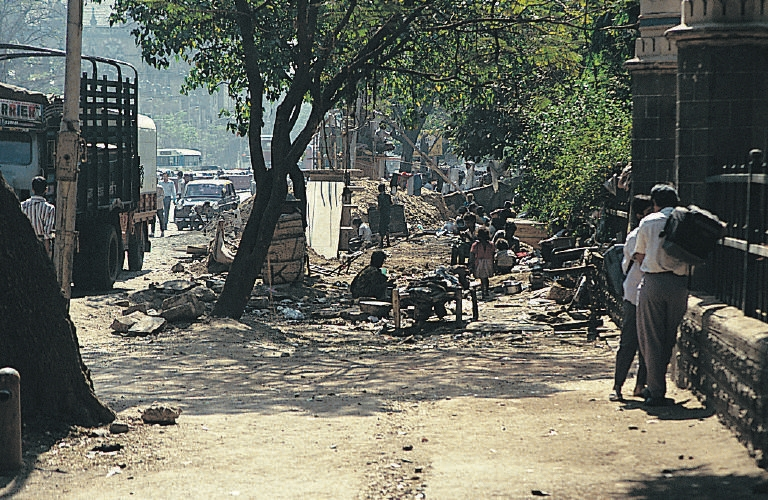
Бездомные в Индии
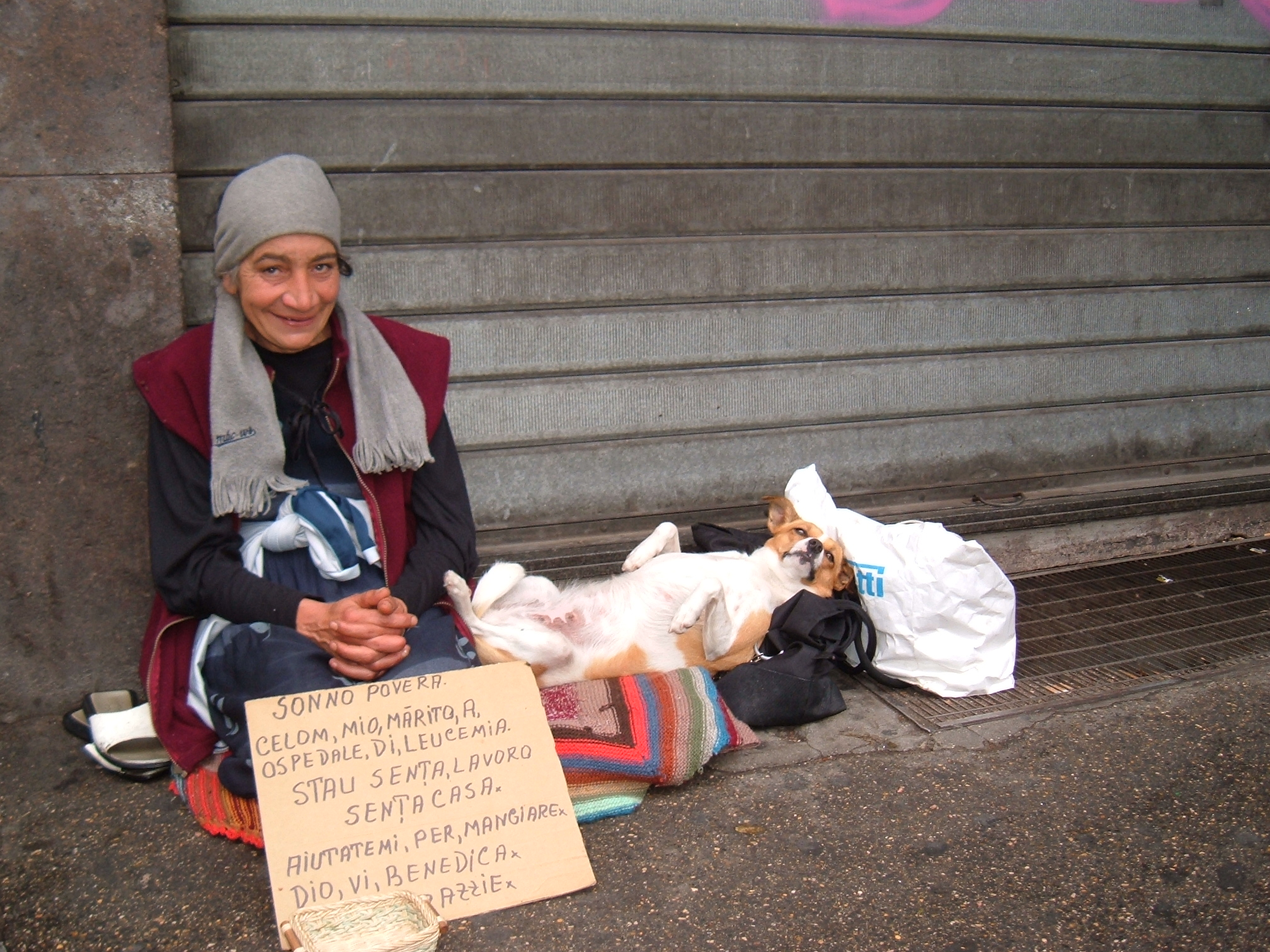
Бездомная цыганка в Риме
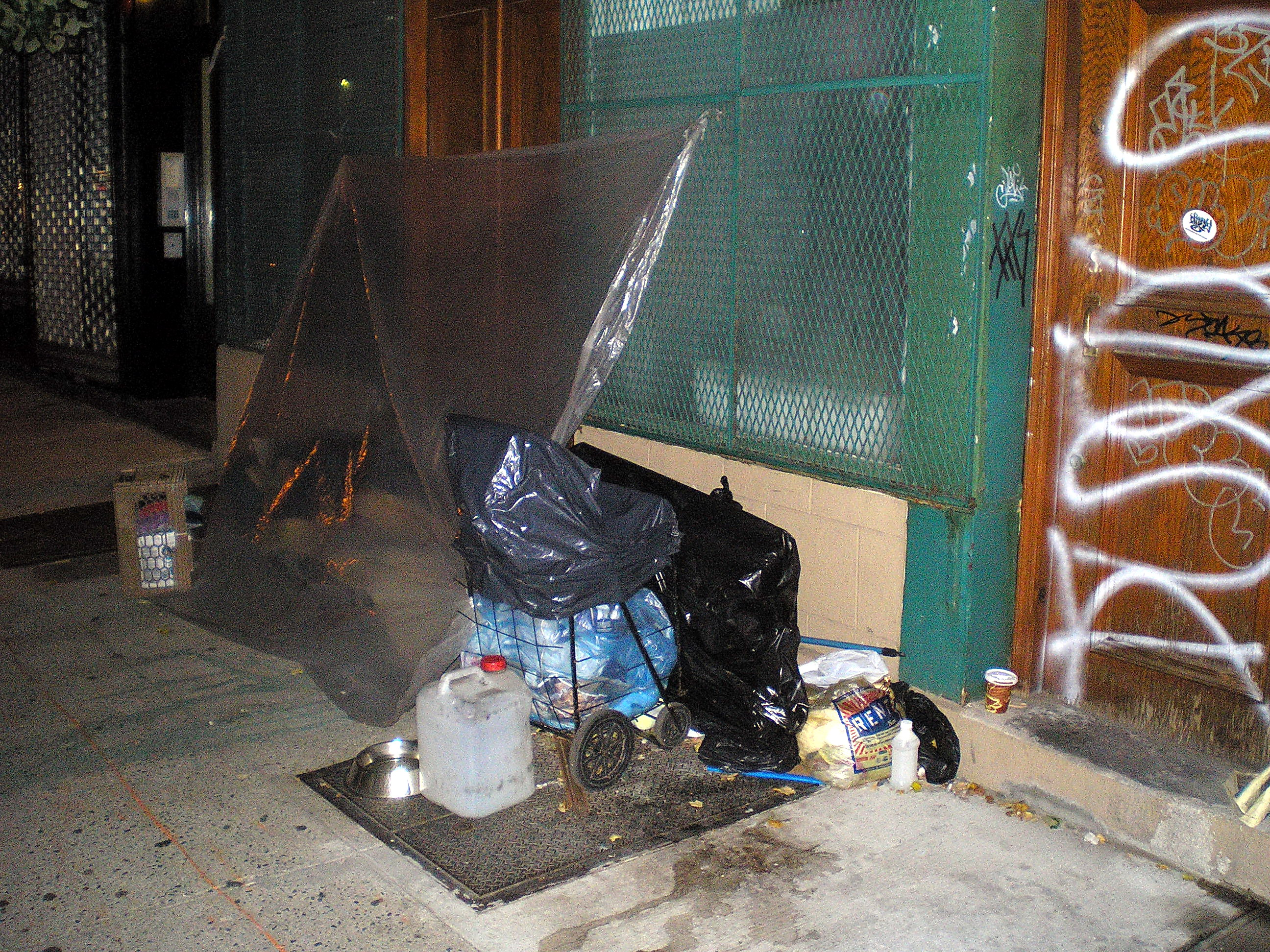
Пристанище бездомного
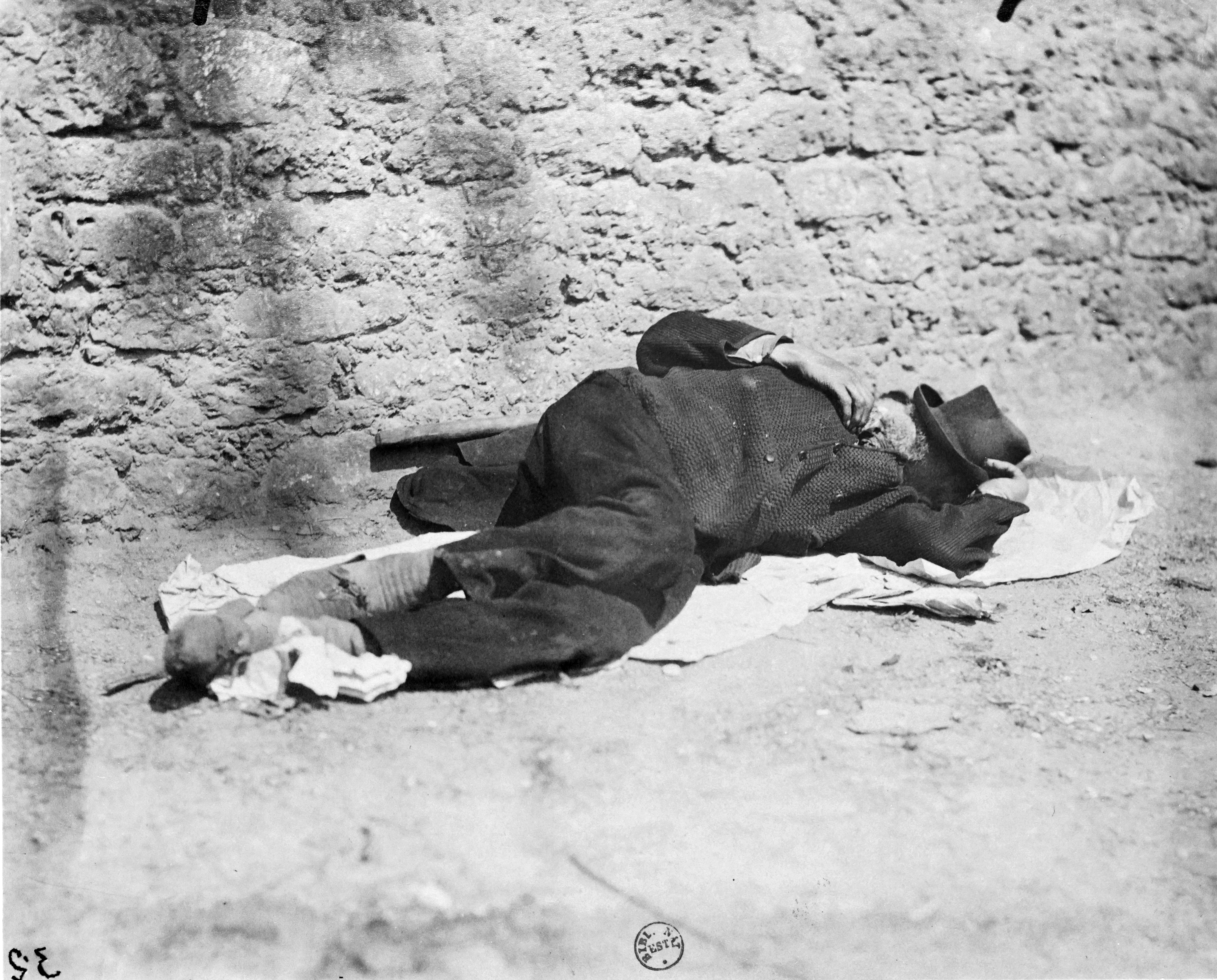
Бездомный в Париже (1898)
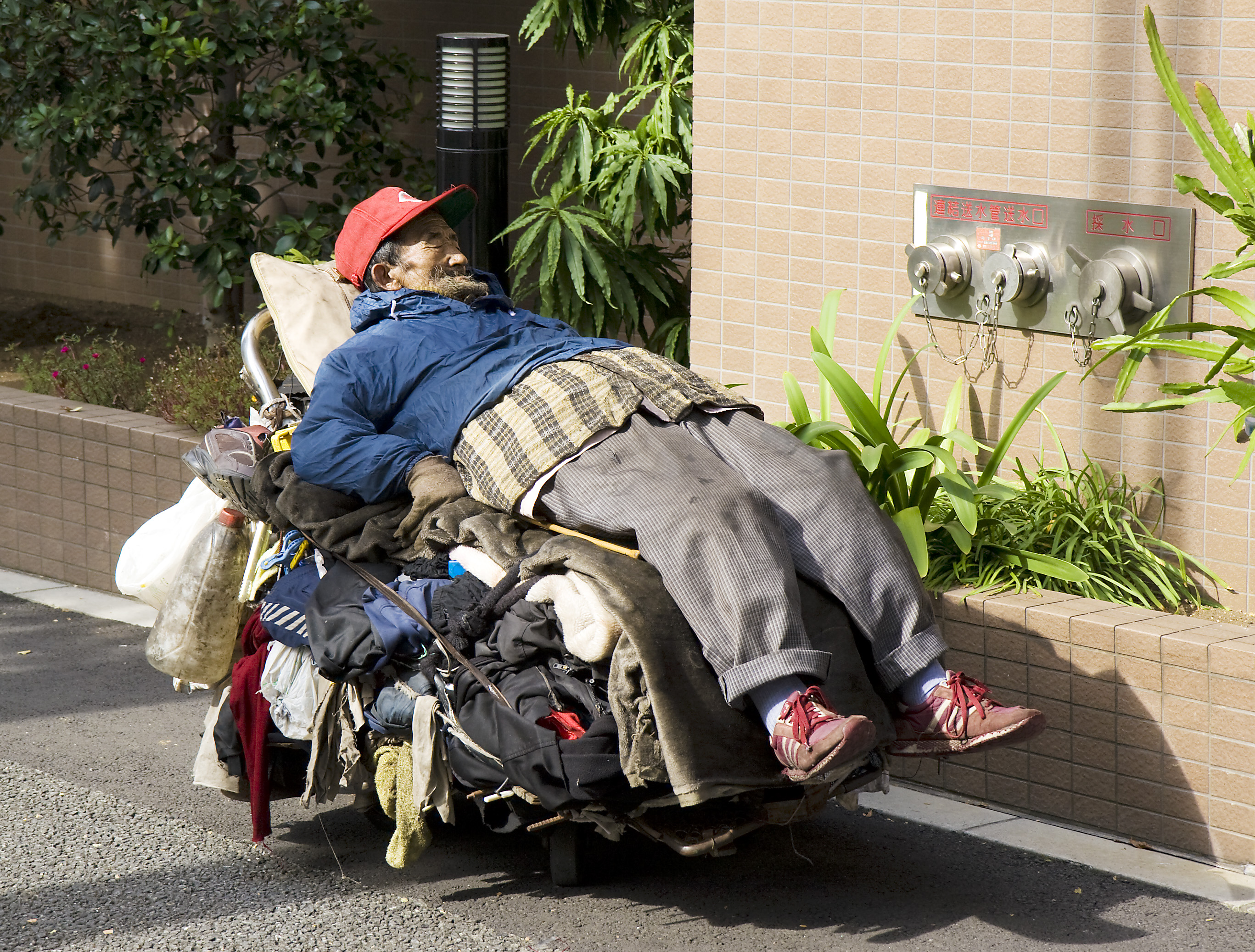
Бездомный в Токио (2008)
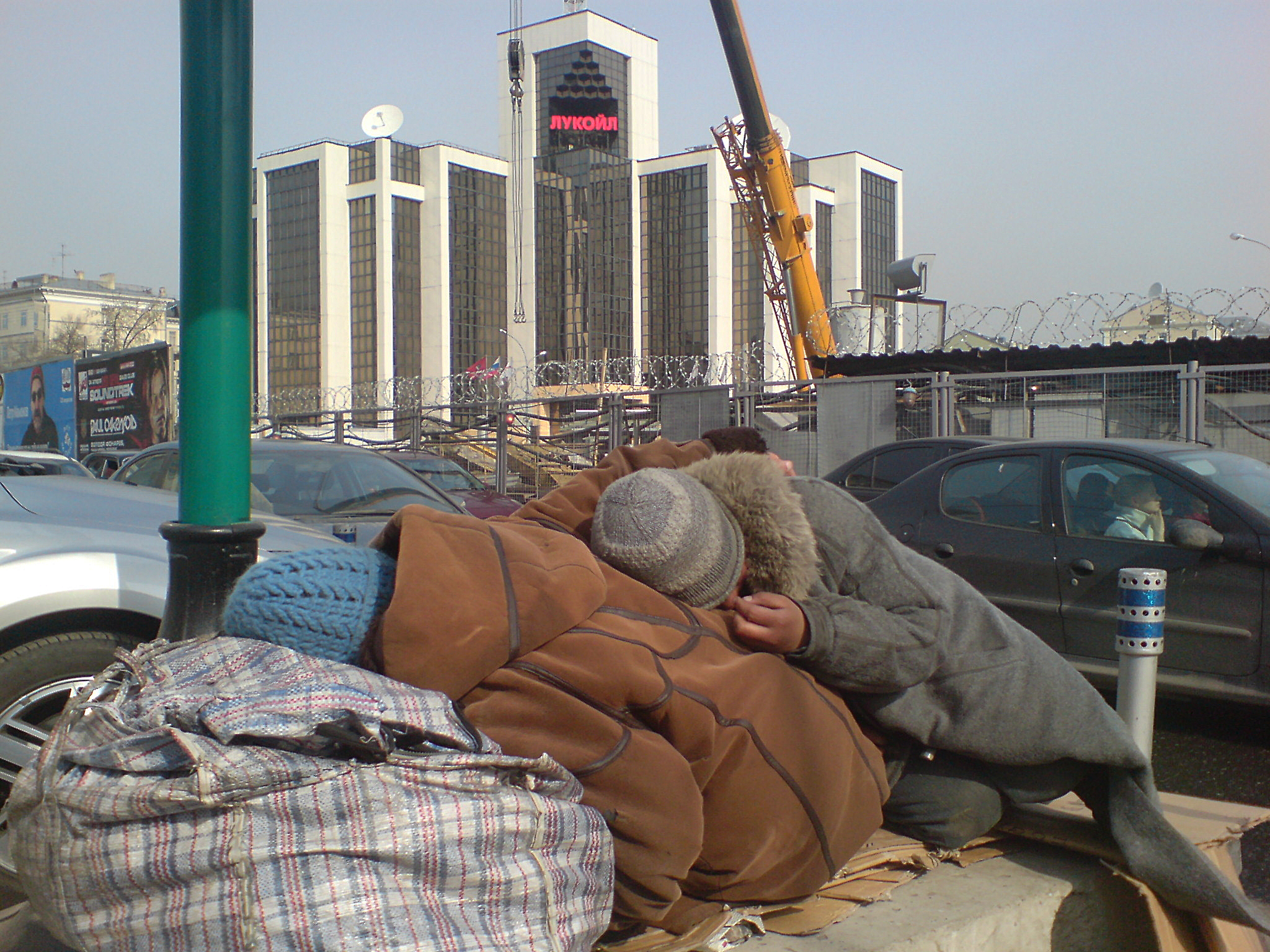
Бездомные спят недалеко от офиса компании «Лукойл» в Москве

## В произведениях литературы и искусства
- Гиляровский Владимир. «Трущобные люди. Этюды с натуры. М., 1887 [тираж арестован и уничтожен, сохранился 1 экземпляр, впервые книга вышла в изд-ве «Московский рабочий» в 1957 году]
- «Мегрэ и бродяга» — повесть Жоржа Сименона.
- «Здравствуйте, я ваша тётя» — х/ф СССР.
- «Клошар» — х/ф США (2001).
- «Любовники с Нового моста» — х/ф Франция (1991, реж Леос Каракс).
- «Генералы песчаных карьеров» — х/ф.
- «Ночь живых бомжей» — эпизод 1107 сериала «Южный парк» (2007).
- «Однажды в Токио» — полнометражный аниме-фильм Япония (2003).
- «Император Севера»
- «Небеса обетованные» — х/ф Эльдара Рязанова
- «Чудо в Милане» — х/ф Витторио Де Сика
- «В дурном обществе» — повесть В. Короленко